# Sint-Domitianuskerk

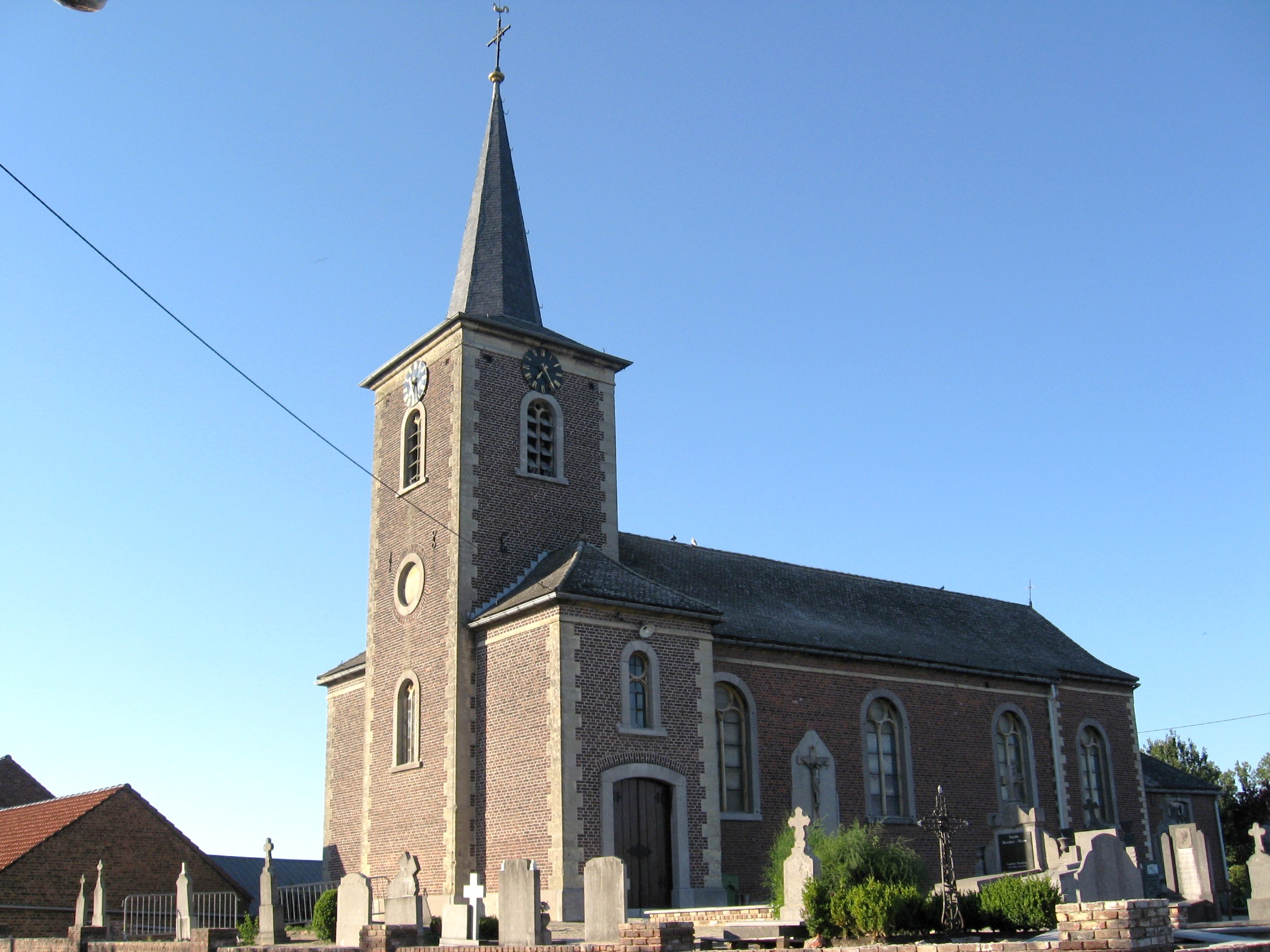
Sint-Domitianuskerk

De Sint-Domitianuskerk is de parochiekerk van Werm, gelegen aan de Torenstraat 21A. De kerk is gewijd aan Domitianus van Hoei.
Op deze plaats werd in 1638 reeds een kerk gebouwd. Deze raakte echter bouwvallig en werd in 1765 afgebroken en vervangen door de huidige, classicistische, kerk die in 1766 gereed kwam. In 1870 werd de kerk uitgebreid door de bouw van de toren en de twee flankerende bouwsels.
Het betreft een eenbeukig bakstenen kerkgebouw, waarvan het deel uit 1870 voorzien is van mergelstenen hoekbanden.
Het kerkje ligt iets boven het maaiveld en is toegankelijk via een trap. Het wordt omringd door een kerkhof waarop zich nog enkele 18e-eeuwse grafmonumenten bevinden.
Het kerkje kende vroeger een devotie voor de Heilige Birgitta

## Meubilair
Van belang zijn de eikenhouten koorbanken uit 1700, en ook de preekstoel stamt uit deze tijd. Het doksaal en de orgelkast zijn eind 18e eeuw en het orgel werd gebouwd in 1895 door Theodore Rueff. Het hardstenen doopvont is 17e-eeuws. Het hoofdaltaar is afkomstig uit het voormalige begijnhof van Bilzen.
In grisaille is de Heilige Familie uitgebeeld (18e eeuw), een Onze-Lieve-Vrouw met Kind in gepolychromeerd hout is 16e-eeuws. Verder is er een altaarstuk van de Calvarieberg met Maria Magdalena uit de 1e helft van de 18e eeuw.